# Silvia Costa
Silvia Costa Acosta-Martínez (La Palma, Pinar del Río, 4 mei 1964) is een voormalige Cubaanse hoogspringster. Met haar persoonlijk record van 2,04 m, dat ze op 9 september 1989 tijdens een wereldbekerwedstrijd in Barcelona behaalde, behoort ze tot de beste hoogspringsters ter wereld. Ze is het bekendst van haar medailles op de wereldindoorkampioenschappen van 1985 en de wereldkampioenschappen van 1993. Ze behaalde ook drie medailles op de universiade. In 1983 en 1989 won ze zilver en in 1985 won ze goud.

## Loopbaan
Haar eerste internationale succes behaalde Silvia Costa in 1978 op de Centraal-Amerikaanse en Caribische jeugdkampioenschappen. Op het onderdeel 100 m horden werd ze tweede in 15,76 s en bij het hoogspringen ging ze met het goud naar huis. Het jaar erop won ze op de Centraal-Amerikaanse en Caribische kampioenschappen het hoogspringen opnieuw. In totaal zou ze die titel viermaal winnen.
Silvia Costa vertegenwoordigde haar land eenmaal op de Olympische Spelen. Op de Spelen van 1992 in Barcelona behaalde ze een zesde plaats bij het hoogspringen met 1,94, dezelfde hoogte overigens als haar als vierde en vijfde geëindigde tegenstandsters. In 1993 won ze op de WK in Stuttgart met een sprong van 1,97 een zilveren medaille achter haar landgenote Ioamnet Quintero (goud), die 2 cm hoger sprong en voor de Oostenrijkse Sigrid Kirchmann (brons). Een jaar later won ze een gouden medaille op de Goodwill Games door de Russische Jelena Topchina (zilver) en de Maldese Olga Bolsova (brons) te verslaan.
Silvia Costa is getrouwd met de Spanjaard José Sanleandro en is moeder.

## Titels
- Centraal-Amerikaans en Caribisch kampioene hoogspringen - 1979, 1981, 1985, 1989
- Ibero-Amerikaans kampioene hoogspringen - 1986, 1988
- Cubaans kampioene hoogspringen - 1986, 1987, 1988, 1994
- Centraal-Amerikaans en Caribisch jeugdkampioene hoogspringen - 1978

## Persoonlijke records
| Onderdeel              | Prestatie   | Datum            | Plaats    |
| ---------------------- | ----------- | ---------------- | --------- |
| hoogspringen (outdoor) | 2,04 m (NR) | 9 september 1989 | Barcelona |
| hoogspringen (indoor)  | 1,94 m      | 13 maart 1993    | Toronto   |

## Palmares

### 100 m horden
- 1978:  Centraal-Amerikaanse en Caribische jeugdkamp. - 15,76 s

### hoogspringen
- 1978:  Centraal-Amerikaanse en Caribische jeugdkamp. - 1,60 m
- 1979: 8e Pan-Amerikaanse Spelen - 1,74 m
- 1982:  Centraal-Amerikaanse en Caribische Spelen - 1,90 m
- 1983:  Universiade - 1,98 m
- 1983:  Pan-Amerikaanse Spelen - 1,88 m
- 1983: 10e WK - 1,84 m
- 1985:  Universiade - 2,01 m
- 1985:  WK indoor - 1,90 m
- 1985:  Centraal-Amerikaanse en Caribische Spelen - 1,96 m
- 1987:  Pan-Amerikaanse Spelen - 1,92 m
- 1987: 4e WK - 1,96 m
- 1989:  Universiade - 1,91 m
- 1989:  Wereldbeker - 2,04 m
- 1989:  Grand Prix Finale - 1,98 m
- 1990:  Centraal-Amerikaanse en Caribische Spelen - 1,82 m
- 1992: 6e OS - 1,94 m
- 1993: 7e WK indoor - 1,94 m
- 1993:  WK - 1,97 m
- 1993: 4e Grand Prix Finale - 1,88 m
- 1994:  wereldbeker - 1,91 m
- 1994:  Goodwill Games - 1,95 m
- 1995:  Pan-Amerikaanse Spelen - 1,91 m